# زن ناشناخته
زن ناشناخته (ایتالیایی: La sconosciuta) فیلمی ایتالیایی در سبک درام به کارگردانی جوزپه تورناتوره است که در سال ۲۰۰۶ منتشر شد.

## خلاصه داستان
زنی اوکراینی که گذشته‌ای وحشتناک دارد به آرامی خود را وارد زندگی یک خانواده ثروتمند ایتالیایی می‌کند…

## بازیگران
- سنیا راپوپورت
- میکله پلاچیدو
- پیرفرانچسکو فاوینو
- آلساندرو هابر
- آنخلا مولینا
- مارگریتا بوی
- جیزلا مارنگو
- نیکلا دی پینتو
- والریا فلوره
- جولیا دی کوئیلیو